# Adalram

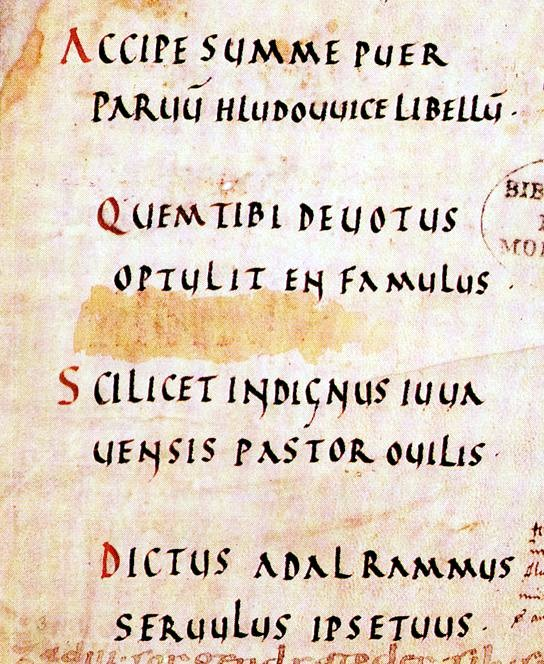
Adalrams Engagement im Muspilli

Adalram († 4. Januar (?) 836 in Salzburg) war der sechste Nachfolger Ruperts und zweiter Erzbischof von Salzburg im 9. Jahrhundert und Abt des Klosters Sankt Peter.

## Leben
Adalram war vor seiner Wahl zum Erzbischof Archidiakon. Er begab sich nach seiner Wahl zum Erzbischof mit einem Empfehlungsschreiben Kaiser Ludwigs nach Rom, wo ihm am 13. November 824 das Pallium verliehen wurde. Am 23. Oktober 821 weihte Adalram erneut die wiederhergestellte Maximilianzelle in Bischofshofen, die 820 von „gottlosen Slaven“ (die vermutlich im Pongau wohnten) zum wiederholten Male seit Mitte des 8. Jahrhunderts zerstört worden war. Besonders eifrig war Adalram in der Mission. Von Adalram ist bekannt, dass er häufig in der Landessprache bzw. Volkssprache predigte, um die „Barbaren“ (also im Wesentlichen die Slawen) zu bekehren. Adalram weihte selbst die Kirche in Ipusa (heute Winklarn bei Amstetten). Auch in Traismauer, wo der dortige Königshof ein Lehen von Salzburg war, gab es damals eine erzbischöfliche Kirche.
Zum Fürsten von Nitra, Privina, stand Adalram in gutem Einvernehmen, obwohl dieser sich damals noch nicht zum Christentum bekannte. Unter ihm konnte in Neutra 828 die erste Kirche der heutigen Slowakei geweiht werden. Als Pribina vom Mährerfürst Mojmir I. verbannt wurde, konnte Adalram den Geflüchteten 833 in Traismauer taufen.
In Karantanien bestellte er Otto (als Nachfolger von Theoderich) zum Chorbischof. König Ludwig hatte zuvor das Gebiet östlich und südlich der Raab ausdrücklich zum Missionsgebiet Salzburgs gehörig ausgewiesen.